# Васюково (Череповецкий район)
Васюково — деревня в Череповецком районе Вологодской области.
Входит в состав Ягницкого сельского поселения, с точки зрения административно-территориального деления — в Большедворский сельсовет.
Расстояние по автодороге до районного центра Череповца — 121 км, до центра муниципального образования Ягницы — 11 км. Ближайшие населённые пункты — Никулино, Большой Двор, Козлово.
По переписи 2002 года население — 21 человек (9 мужчин, 12 женщин). Преобладающая национальность — русские (95 %).